# Zico Waeytens
Zico Waeytens (Ledegem, 29 de setembre de 1991) és un ciclista belga, professional des del 2012 i actualment a l'equip Team Sunweb.

## Palmarès
- 2009
  - 1r a la Volta a Ístria i vencedor d'una etapa
  - 1r a la Lieja-La Gleize
- 2010
  - Vencedor d'una etapa a la Volta a Navarra
- 2011
  - 1r a la Fletxa ardenesa
- 2016
  - Vencedor d'una etapa a la Volta a Bèlgica

### Resultats a la Volta a Espanya
- 2015. 157è de la classificació general
- 2016. Abandona (13a etapa)